# Spondylarthrite ankylosante
 Mise en garde médicale
La spondylarthrite ankylosante est une spondyloarthrite (maladie inflammatoire de la colonne vertébrale) atteignant surtout le bassin (sacro-iliaque et hanches notamment) et la colonne vertébrale. Les articulations des membres et de la cage thoracique pouvant parfois également être touchées.
On distingue les spondylarthrites périphériques touchant plutôt les zones qui concernent les bras, les genoux, les tendons d'Achille, etc., en plus du dos ; des spondylarthrites axiales qui touchent quant à elles plus en profondeur la cage thoracique, la colonne vertébrale, les côtes, les hanches et le reste du bassin. Il est moins rare de trouver des problèmes autres liés à un trop-plein d'inflammation dans ce dernier cas.

## Signification du nom
Spondylarthrite vient du grec spondylos (spondyl) qui veut dire vertèbre et de la racine "arthro", "arthri", arthrite, qui désigne l'atteinte articulaire. Ankylosante vient de "ankulos" qui veut dire "courbé" parce que cette maladie "courbe" le corps.

## Synonymes
- Morbus Bekhterev est un autre nom de la maladie. Il est surtout employé hors du monde francophone. Morbus signifie en latin « maladie » et Bekhterev, du nom du neurologue russe Vladimir Bekhterev, qui au début du XXe siècle fit une analyse scientifique de la maladie.
- Pelvispondylite rhumatismale ou rhumatoïde parfois abrégée PSR.
- Spondylite ankylosante.
- SA pour « Spondylarthite Ankylosante » (les anglophones écrivent « AS »).
- SPA est l'indication la plus utilisée par les personnes atteintes. C'est le synonyme le plus utilisé sur internet ; SP pour Spondylarthrite et A pour Ankylosante.

## Éponymie
Vladimir Bechterew fut l'un des premiers à décrire au début du XXe siècle la spondylarthrite ankylosante, une affection rhumatologique inflammatoire de la colonne vertébrale. L'éponymie « maladie de Bechterew » (Morbus Bechterew) est peu usitée en France mais répandue partout ailleurs. On parlait encore il y a quelques décennies de maladie de Bechterew-Marie-Strümpell, pour rappeler que deux autres auteurs, distincts de Bechterew, Pierre Marie et Adolf Strümpell, avaient participé à sa description.

## Épidémiologie
C'est une maladie relativement fréquente (entre 0,5 et 2 % de la population générale) atteignant préférentiellement l'adulte jeune, les premiers symptômes apparaissant le plus souvent avant l'âge de 30 ans. L'incidence de la spondylarthrite ankylosante serait la même chez les hommes que chez les femmes, contrairement aux études anciennes.
En 2007, son incidence annuelle est variable suivant les études, allant de 0,5 à 14 pour 100,000 sujets.
En 2014, les estimations de la prévalence de la spondylarthrite ankylosante sont de 0,10 à 1,60 % avec des chiffres souvent plus élevés dans le nord de l’Europe et des extrêmes dans certaines ethnies.

## Causes
La spondylarthrite ankylosante est souvent associée à l'antigène HLA-B27 (Human Leukocyte Antigen), 90 % des malades étant porteurs de cet antigène. Ce dernier n'est cependant présent que dans 8 % de la population normale et, dès lors, une prédisposition héréditaire peut être envisagée. Toutefois, la cause en reste indéterminée et la plupart des personnes ayant ce groupe HLA ne seront jamais atteintes par la maladie. En effet, seulement 1 à 6 % des personnes porteuses du HLA-B27 développeront une spondylarthrite ankylosante. Il existe également d'autres facteurs génétiques prédisposants, comme semblent le démontrer des formes familiales ne dépendant pas uniquement du HLA-B27. Les gènes suspectés sont multiples : ARTS 1, IL 23 R, impliqués à la fois dans la survenue de la maladie et dans sa gravité.
Les avancées scientifiques rapprochent la spondylarthrite ankylosante de certaines maladies inflammatoires chroniques de l'intestin car elle est associée à une dysbiose soit un déséquilibre du microbiote qui constitue une discrète signature bactérienne. C'est le concept de spondylarthropathie où le primum movens de l'atteinte est celle des enthèses (atteinte des tendons et des ligaments) avec autour des éléments permettant de définir un terrain génétique (cas familiaux ou HLA B27) des manifestations extra-articulaires, le psoriasis, et certains tableaux comme les arthrites réactionnelles, les oligoarthrites B27, ou le syndrome de Fiessinger-Leroy-Reiter décrit pendant la première guerre mondiale de part et d'autre des tranchées par les médecins français et allemands. Lors d'une spondylarthrite, l'intestin est le siège d'une inflammation chronique et souvent silencieuse. De plus, les patients porteurs d'une maladie de Crohn — maladie inflammatoire intestinale chronique — et du HLA-B27 développent dans 50 % des cas une spondylarthrite.
Certaines hypothèses font état d'un lien entre la spondylarthrite ankylosante et l'entérobactérie Klebsiella pneumoniae, un mécanisme de mimétisme moléculaire serait à l'origine de la maladie. Des anticorps dirigés contre la bactérie seraient ainsi capables de s'attaquer aux cellules porteuses du gène HLA-B27.
Il existe également un modèle animal de la maladie, sous forme de souris transgéniques, porteuses du HLA-B27 et développant parfois une atteinte proche de la maladie humaine après ingestion d'un autre type d'entérobactérie du genre Yersinia.
Il semble que les articulations atteintes sécrètent localement du TNFα, une cytokine impliquée dans certains mécanismes de l'inflammation, ce qui expliquerait l'efficacité des médicaments anti TNFα dans cette maladie.

## Effets de la maladie
La maladie apparaît entre les âges de quinze et trente-cinq ans environ. Elle se manifeste par un ensemble de signes cliniques associant au cours du temps :
- une sacro-iliite se traduisant par une douleur du bas du dos, chronique, avec un caractère inflammatoire (relativement calmée par l'exercice et non par le repos), survenant souvent la nuit, parfois latéralisée et pouvant irradier à l'arrière de l'une ou des deux cuisses ;
- des talalgies (douleurs dans les talons) caractéristiques lorsqu'elles sont à bascule (c'est-à-dire alternant les deux côtés), et d'horaire inflammatoire (plus importante au repos) ;
- un raidissement articulaire (pouvant aller jusqu'à l'ankylose) du rachis. Une atteinte des hanches ou de la cage thoracique est cependant possible (avec diminution de l'amplitude respiratoire dans ce dernier cas).

Elle peut aussi atteindre d'autres articulations, le plus souvent celles des membres inférieurs, ainsi que les tendons et les enthèses — points de liaison entre l'os, les tendons et les ligaments —, donnant des dactylites (orteils en saucisse), des tendinites et des enthésopathies.
D'autres organes en dehors de l'appareil locomoteur peuvent être touchés plus ou moins fréquemment :
- œil (uvéite antérieure ou irite (it), essentiellement unilatérale) ;
- peau (psoriasis) ;
- intestins (maladies inflammatoires de l'intestin comme la maladie de Crohn ou la colite ulcéreuse, diarrhées pouvant être glairo-sanglantes) ;
- cœur (atteinte du faisceau atrio-ventriculaire, insuffisance aortique, myocardite) ;
- poumons (fibrose) ;
- extrêmement rarement a été observé une atteinte par inflammation des côtes, un dérèglement inflammatoire du pancréas pouvant créer un pancréatite aiguë (nouveaux chiffres 2019).

Le malade souffre généralement de fatigue, et fréquemment de très fortes suées nocturnes. Lors de poussées inflammatoires, la douleur générée est intense, elle peut provoquer une impotence des membres inférieurs qui peut aller de quelques heures à plusieurs semaines dans les formes les plus graves. Ces douleurs peuvent être soulagées par de la morphine ou des dérivés morphiniques.
La maladie ne diminue pas l'espérance de vie du patient, sauf dans les formes sévères qui se compliquent parfois d'amylose de type SAA.

## Évolution de la maladie

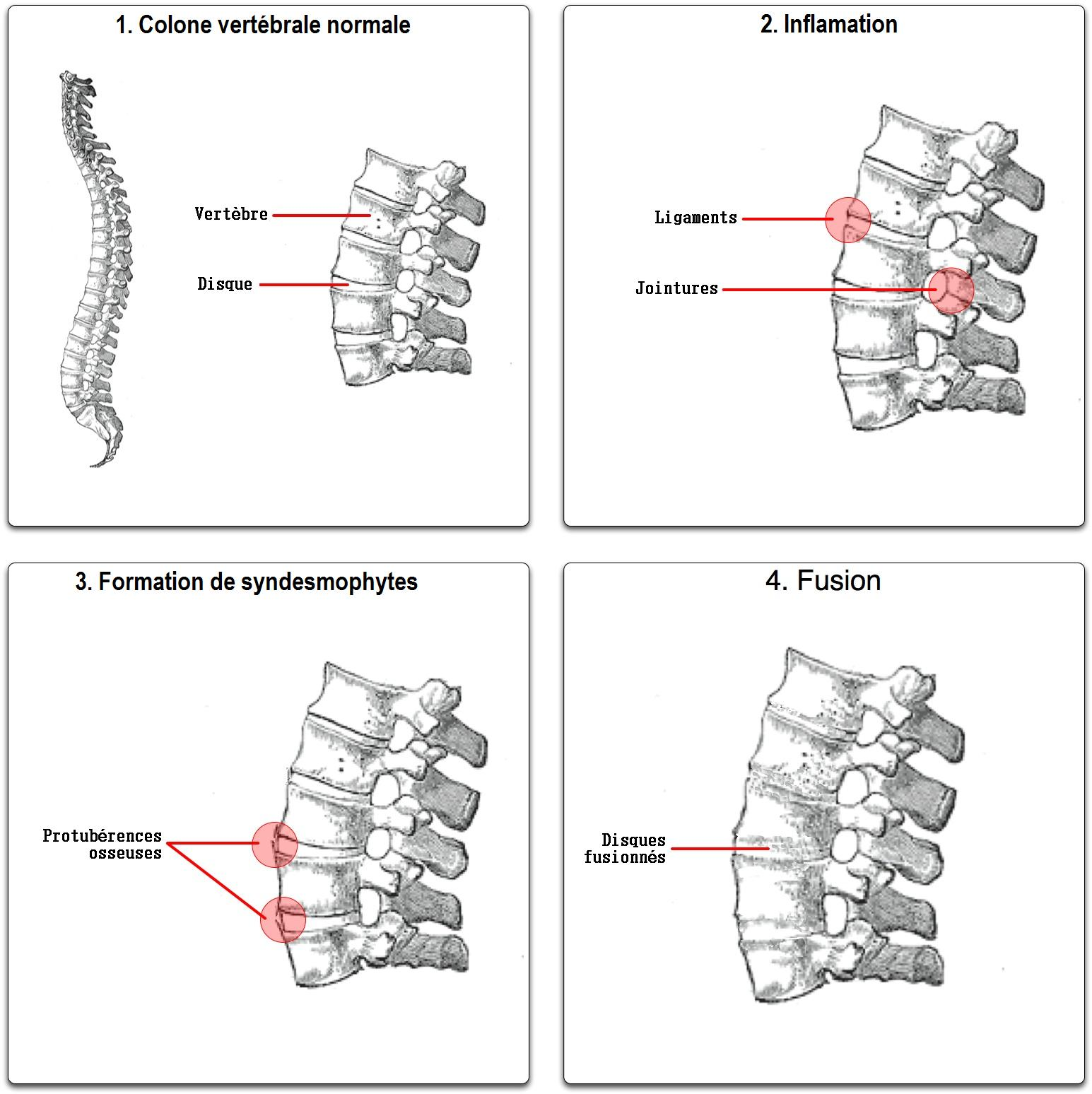
Évolution de la spondylarthrite ankylosante.

À terme (plusieurs années d’inflammation), les enthèses, c'est-à-dire les tendons, les ligaments, les capsules — ce qui est autour de l’articulation — vont se calcifier jusqu'à s'ossifier. Dans les formes extrêmes, cela peut constituer des ponts osseux surtout au rachis, mais parfois aussi aux épaules ou aux hanches. Ce type d'atteinte est qualifiée d'historique car se voyant surtout avant les années 1960. Néanmoins, il arrive de voir ce type d'atteinte encore de nos jours.
Au niveau des articulations sacro-iliaques, il y a une fusion entre les deux os, le bassin et le sacrum, et surtout entre les vertèbres. Ces fusions s’appellent des syndesmophytes. L'évolution peut se poursuivre vers une forme ankylosante, c’est-à-dire à une inflammation suffisamment sévère pour occasionner des enraidissements.
Dans les formes les plus évoluées, il peut y avoir une ossification complète avec soudure de tous les os concernés : les vertèbres lombaires forment un seul bloc. Cela arrive au niveau du dos mais aussi au niveau du cou.
Dans certaines zones de l’organisme, telles que les sacro-iliaques, les douleurs disparaissent lorsque l’ankylose apparaît.
Dans 30 % des cas il existe une ostéoporose, avec des risques de fracture transdiscale instable se compliquant parfois de compression médullaire.
De temps à autre surgissent des douleurs importantes qui alternent avec des épisodes indolores. Généralement survient la formation des calcifications des ligaments d'une articulation et plus particulièrement des ligaments se trouvant en avant et sur les côtés permettant l'union des vertèbres, entraînant ce que l'on appelle la pelvispondylite rhumatismale. Celle-ci génère des déformations caractéristiques de la colonne vertébrale. Progressivement, la lordose — le creusement des reins — disparaît et les muscles constituant les fesses fondent. Au niveau du thorax en arrière, la cyphose — l'arrondi du thorax — est accentuée : accentuation de la bosse thoracique. Quand il existe une atteinte du rachis cervical, la tête semble comme projetée vers l'avant. L'atteinte de la hanche entraîne une ankylose pouvant conduire à une flexion de celle-ci, compensée par une flexion des genoux.
La complication la plus importante au cours de la spondylarthrite ankylosante touchant la colonne vertébrale est la fracture d'une ou plusieurs vertèbres. Celle-ci peut survenir même après un traumatisme léger, sur des vertèbres fragilisées. C'est surtout le rachis cervical qui est atteint. Quelquefois, elle entraîne une tétraplégie, c'est-à-dire une paralysie des quatre membres.

## Diagnostic

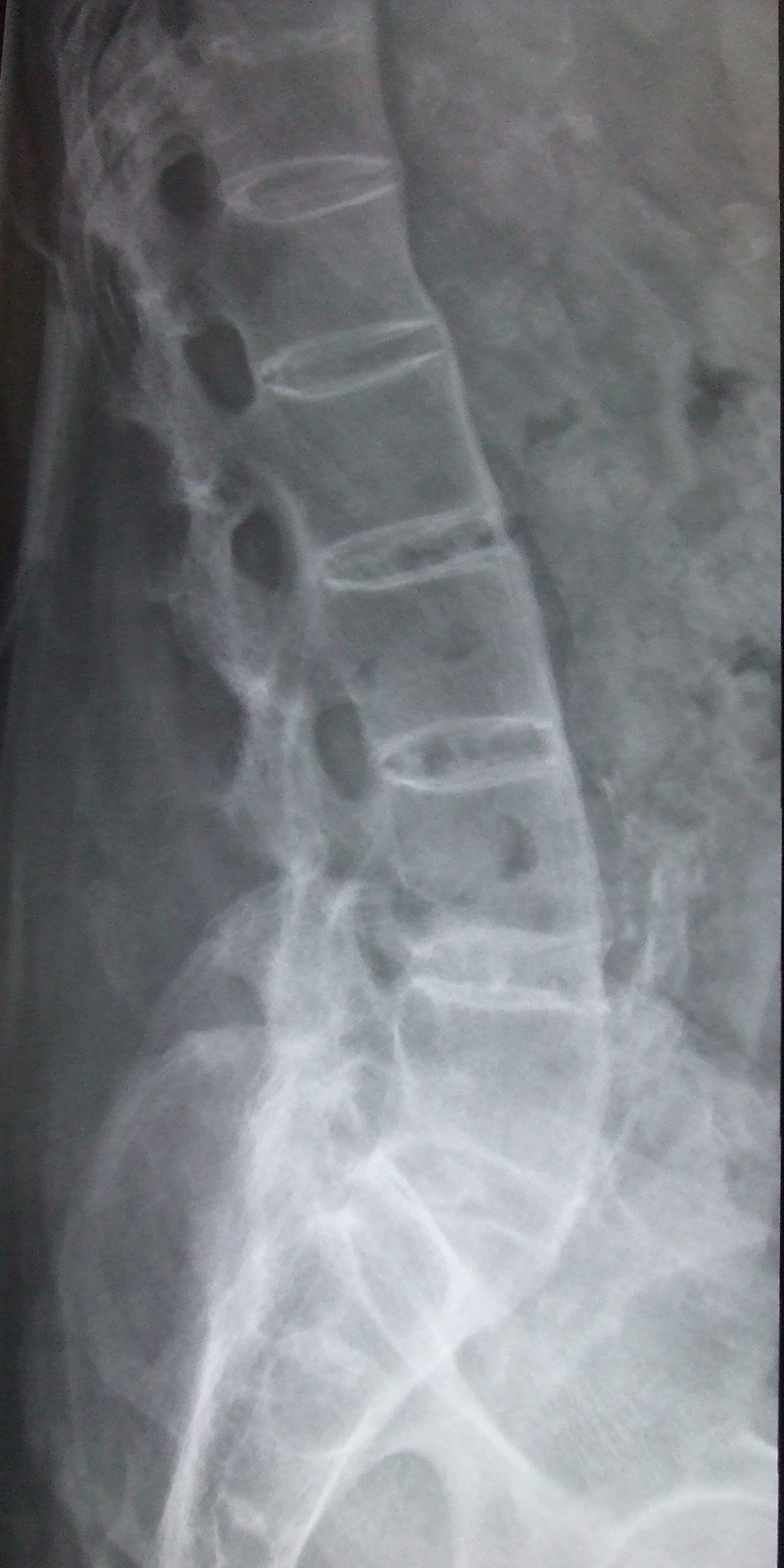
Radiographie latérale du rachis mettant en évidence une spondylarthrite ankylosante

Le diagnostic de cette maladie repose sur un ensemble d'éléments dont :
- la description des douleurs ressenties par le patient et l'examen clinique ;
- les analyses biologiques ;
- des examens radio.

En France, entre le début de la maladie et son diagnostic, il s'écoule en moyenne sept ans.

### Examen clinique
L'examen physique peut être normal ou montrer des signes du début d'une atteinte structurale par la perte de la lordose lombaire physiologique, qui peut être quantifiée par un test de Schober, ou une limitation de la mobilité des articulations des hanches. La mobilité axiale peut également être cotée à l'aide du score BASMI, l'index d'activité et la symptomatologie à l'aide du score BASDAI et le retentissement fonctionnel à l'aide du BASFI.
Il peut y avoir dans les formes plus avancées une cyphose dorsale qui se quantifie par une augmentation de la distance occiput-mur, avec une diminution de l'ampliation thoracique.

### Biologie
Un syndrome inflammatoire est présent de manière inconstante avec une élévation du taux sanguin de CRP et une vitesse de sédimentation augmentée.
La recherche du HLA B 27 est un élément important du diagnostic en l'absence d'antécédent familial. En revanche, sa recherche est moins utile lorsque la maladie est présente chez des parents au premier degré (cf. critères d'Amor).

### Imagerie
Le diagnostic repose sur la visualisation de l'atteinte de l'articulation sacro-iliaque (sacro-iliite).
Les radiographies du bassin permettent de visualiser un contour estompé de l'articulation sacro-iliaque, voire un élargissement de la jonction. À un stade plus avancé, elles mettent en évidence des érosions ou des ossifications aux endroits où s’insèrent les enthèses. Parfois, la colonne vertébrale paraît complètement ossifiée et fusionnée avec l'aspect de « tronc de bambou » dans les formes évoluées.
La scintigraphie osseuse permet de repérer les zones inflammatoires, mais cet examen a beaucoup de limites car il est peu spécifique. Il est souvent peu informatif.
L’IRM permet aussi de repérer les zones inflammatoires de manière précoce.
Le scanner est utile pour montrer les conséquences à long terme en visualisant les ossifications débutantes.
L'échographie peut aider au diagnostic des atteintes des enthèses.

### Autres examens
Une manifestation est systématiquement recherchée :
- aux yeux, une uvéite passe rarement inaperçue : c'est un œil rouge et douloureux avec un trouble de la vision. L'examen de l'œil par un ophtalmologiste, lors d'une consultation sollicitée en urgence, retrouve alors une uvéite typiquement antérieure se caractérisant par des anomalies de la chambre antérieure et un phénomène de Tyndall. Son traitement urgent repose sur l'administration de collyres corticoïdes et mydriatiques, parfois d'injections latérobulbaires de corticoïdes ;
- par échocardiographie à la recherche d'une insuffisance aortique en cas d'essoufflement inhabituel ;
- par électrocardiogramme à la recherche de troubles de la conduction cardiaque en cas de point d'appel.

### Critères diagnostiques
Les premiers critères ont été publiés en 1962. Ils ne comportaient alors aucun paramètre radiologique. À la fin des années 1970, ils ont été révisés, incorporant cette fois-ci la radiologie comme élément, et appelés « critères de New York » ; la dernière version date de 1984.
Une autre série de critères est également utilisée : ceux de l’European Spondyloarthropathy Study Group.
Les critères d'Amor restent aujourd'hui le système le plus sensible et le plus spécifique, car ils tiennent compte des manifestations extra-articulaires.

## Traitement

### Conventionnel
La Société européenne de rhumatologie a édité des recommandations pour la prise en charge de la maladie. Le traitement de référence repose sur les anti-inflammatoires non stéroïdiens (AINS), pris de façon discontinue ou continue selon la gravité. Ils sont généralement efficaces, au point que la sensibilité à ces traitements fait partie des critères diagnostics de la maladie. Ils ont néanmoins des effets secondaires.
Les antalgiques sont également utiles.
La lutte contre l'ankylose rachidienne est essentielle. Elle passe par une gymnastique régulière, si possible quotidienne, et des séances de kinésithérapie. L'activité physique et sportive est indispensable.
Si les anti-inflammatoires ne suffisent pas à contrôler la maladie, des traitements de fond peuvent être envisagés. La salazopyrine est parfois utilisée avec des résultats variables. Le méthotrexate n'a pas démontré d'efficacité sur l'évolution de la spondylarthrite, contrairement aux autres maladies rhumatismales chroniques.
Les inhibiteurs du TNFα ont supplanté la salazopyrine ainsi que le méthotrexate et s'imposent comme un traitement majeur. Ils sont efficaces sur les douleurs, le syndrome inflammatoire, mais aussi sur l'évolution de la maladie avec un recul atteignant quelques années. Leurs effets secondaires ne sont pas négligeables. À ce titre, il a été rapporté, outre des infections liées à leur effet immunosuppresseur, des cas de leucémie myéloblastique qui sont par ailleurs décrits par les fabricants comme effets secondaires possibles. Toutefois, pour le moment, aucune étude n'a encore pu mettre en lumière un lien de causalité direct entre le traitement et les leucémies. Le sujet toujours controversé reste d'actualité et de nombreuses études sont toujours en cours. De plus, leur effet purement suspensif ne les font prescrire que dans les formes les plus graves, alors que les formes bénignes sont nombreuses. Le coût de ce type de médicaments est également un frein important.
Dans des cas bien ciblés, une chirurgie peut aider le patient : fixation vertébrale entraînant une immobilisation de la colonne vertébrale, mais aussi un soulagement des douleurs. Des chirurgies des articulations coxo-fémorales peuvent aussi être envisagées.

## Mener une grossesse pendant la maladie
Une grossesse peut être menée pendant la maladie. Il faut éviter les anti-inflammatoires pendant les périodes d’ovulation lorsque l’on cherche à tomber enceinte et à partir du troisième trimestre. Des médicaments peuvent être pris en cas de crise tout au long de la grossesse, il faut bien faire attention à adapter les doses et le type de médicaments selon les semaines de la grossesse.

## En France
En octobre 2018, la « spondylarthrite grave » figure dans la liste des trente maladies dites affections de longue durée qui ouvrent droit à la prise en charge à 100 % (exonération du ticket modérateur) par la Sécurité sociale des soins liés à cette pathologie. Une personne atteinte de SPA peut aussi obtenir la reconnaissance de qualité de travailleur handicapé (RQTH) ainsi que des droits à l'AAH.

## Malades célèbres
- Alejandro Alonso, footballeur[23]
- Tatiana Golovin[24], joueuse de tennis
- Bernard Werber[25], écrivain français
- Édouard Zarifian[26], psychiatre
- Vladimir Kramnik, grand maître international d'échecs[27]
- Benjamin Sire, musicien, chanteur. Son album, November (2015), évoque la maladie[28].
- Armindo Fonseca, cycliste[29].
- Paul Scarron, écrivain français[30]
- Coralie Caulier, comédienne[31]
- Dan Reynolds, chanteur du groupe Imagine Dragons[32]
- Mick Mars, guitariste de Mötley Crüe[33]
- Lova Ladiva, drag queen française [34]
- Franck Lebœuf